# Аргументи і факти в Україні
Аргументи і факти в Україні (з 1998 до лютого 2022 року видавалася виключно російською мовою, під назвою «Аргументы и факты в Украине») — щотижнева газета, яка виходила щочетверга. Основні акценти видання спрямовані на всебічне висвітлення суспільного життя в Україні, а також його політичну, економічну та соціальну складові. Щотижня видання розповідає про головні події в країні, а також аналізує, аргументує та пояснює те, що відбувається для своїх читачів.

## Історія
16 травня 1995 року науково-виробниче підприємство "Монолог" реєструє тижневик "Аргументы и факты. Украина", з головним редактором Світланою Петренко.
4 серпня 1995 року вийшов перший номер тижневика.
Затим  НВП "Монолог" та ЗАТ «Аргументы и факты» (м. Москва) підписують договір про поставку з російської версії в Українську версію тижневика, журналістських матеріалів,
за які ЗАТ «Аргументы и факты» (м. Москва) брали оплату з НВП "Монолог".

Після підписання договору в розділі про вихідні дані тижневика, можна було помітити ось такий текст:
Сторінки 1-16 друкуються по ліцензії ЗАТ «Аргументы и факты» під редакцією головного редактора В. А. Старкова.
Також можна було помітити текст з переліком номерів телефонів регіональних редакцій «Аргументы и факты» по яких  можна було
замовити рекламу. Також у розділі передплати було вказано, що разом із тижневиком "АІФ Україна" можна передплатити комплектом додатки:
"АиФ Здоровье" ; "АиФ Интерфакс " ; "АиФ Любовь" ; "Аиф Я-молодой" ; "АиФ Дочки-Матери" ; "АиФ Жизнь и кошелек" ; "АиФ Семейний совет" ;"АиФ кот и пёс". А також журнали: " Аиф ИКО-ПИЛОТ" ; "АиФ Детская энциклопедия". І всі ці видання належать російської версії тижневика.
Що формально робить тижневик на час від 1995 до 1997 російською філілею.
Через деякий час оплата від  НВП "Монолог" до ЗАТ «Аргументы и факты» (м. Москва)  стали все більш рідкими, та меншими.
Що спровокувало ЗАТ «Аргументы и факты» (м. Москва)  розірвати договір, і співробітництво з російською версією припиняється.
1998 року НВП "Монолог" знаходить нового партнера в лиці UMH ( Український медіа холдинг) , та починається спільне видавництво тижневика.

Цитата голови UMH Бориса Ложкіна щодо партнерства з тижневиком.
«Пропозиція здалася цікавою і в творчому, і в комерційному плані, та й важко було дивитися на тяжке становище дуже улюбленого тижневика «Аргументи і факти» в Україні. Спеціально для цього проекту ми створили підприємство ЗАТ «Українська медіа-корпорація» і почали працювати».
За деякий час партнерства тижневик мав великий успіх.

Коментар редакції тижневика щодо успіху.
Зрештою, ми можемо з упевненістю говорити, що «АіФ в Україні» — саме українське видання, орієнтоване на потреби національного ринку періодики,  що за часів Панченко-Петренко й мови не могло бути».
У червні 1998 року НВП "Монолог" передає права на тижневик ЗАТ «Українська медіа корпорація», відтоді тижневик став частиною UMH.
19 листопада 1998 року, назва тижневика Змінюється з"Аргументы и факты.Украина"   на "Аргументы и факты в Украине". 
Новим головним редактором став Андрій Овчаренко.
2005 року став виходити додаток до газети АІФ.КИЇВ (АиФ-Киев)
З листопада 2013 року, головним редактором стає Сергій Денисов.
29 листопада 2013 року починається оновлення сайту тижневика.
8 грудня 2021 року прес-служба UMH повідомляє про закриття ряду видань та їхніх сайтів з 1 січня 2022 року.
До переліку також потрапив тижневик "Аргументы и факты в Украине" та додаток "Аргументы и факты здоровье" (АІФ здоров'я)
2 лютого 2022 за численними проханнями читачів було відновлено вихід газети "Аргументи і факти в Україні" українською мовою.
24 лютого 2022 року був випущений останній номер в зв'язку з повномасштабним російським вторгненням на територію України.
Літом 2023 року було відновлено сайт aifua.com.ua.

## АіФ UA
Новиний сайт АіФ UA є джерелом надійної інформації з різних галузей, включаючи політику, економіку, культуру, науку, спорт та багато іншого.
На сайті AiF UA ви знайдете широкий спектр новинних статей, які охоплюють важливі події в Україні та за кордоном. Редакційна команда постійно оновлює матеріали, щоб забезпечити вам свіжу та достовірну інформацію.
У розділі аналітики ви зможете прочитати глибокі та об’єктивні розбори найважливіших тем дня. Досвідчені журналісти AiF UA аналізують події з різних боків, допомагаючи вам краще зрозуміти сутність ситуації.
Сайт “Аргументи і Факти Україна” також пропонує розділ коментарів, де ви можете висловити свою думку щодо актуальних подій. Тут ви зможете знайти різноманітні точки зору та взаємодіяти з іншими читачами.
Окрім новин та аналітики, AiF UA пропонує рубрики про культуру, спорт, здоров’я, технології та інші теми. Ви зможете ознайомитися зі статтями про культурні події, спортивні змагання, поради щодо здорового способу життя та інші цікаві матеріали.
Завдяки зручному дизайну та інтуїтивно зрозумілому інтерфейсу, ви зможете швидко знайти потрібну інформацію на сайті AiF UA. Будь-який користувач зможе з легкістю орієнтуватися та знайти цікаві статті згідно своїх інтересів.
AiF UA – це надійне джерело новин та інформації, яке ставить своєю метою забезпечення вас актуальною та об’єктивною інформацією з України та світу. Відвідайте сайт АіФ UA прямо зараз та дізнайтеся більше про події, що цікавлять вас!
Цей текст про сайт АІФ UA є цитуванням  офіційного повідомлення редакції сайту. 
Текст не в якому разі, не є спамом, піаром, та рекламою данного сайту. 

## Додатки та Індекси
Індекси:
Передплатний індекс: 22144.
Пільговий: 22140, 23399
Комплект "АІФ в Україні" + "АІФ здоров'я " 
Індекс: 23400
Додатки:
АІФ здоров'я (Також відомий під розділом Ваше здоров'я)  . Обсяг: 12 сторінок
АІФ-КИЇВ. Обсяг: 8 сторінок
Аргументы и факты. Харьков  (АІФ-ХАРКІВ) Обсяг: 8 сторінок.
ТБ-програма ( ТВ-программа) 
Обсяг: 4 сторінки

## Головні редактори
Світлана Петренко (1995-1998)
Андрій Овчаренко  (1998-2013)
Сергій Денисов       (2013-)

## Назви
Аргументы и факты. Украина   (1995-1998)
Аргументы и факты в Украине  (1998-2022)
Аргументи і факти в Україні     (лютий 2022-)

## Рубрики та розділи
Рубрики та розділи написані станом на 2019 рік. 
Розділи які з'являються незалежно від сторінки:
До речі (Кстати); Будь в курсі ( Будь в курсе); На замітку (На заметку);Цитата; Читайте на www.AIF.UA.
Розділи які з'являються на сторінках:
- Як жилося і живеться українцям ( Как жилось и жевется украинцам) . Сторінка 1
- Коментар АІФ (Комментарий АИФ). Сторінка 1
- Думка народу ( Мнение народа) . Сторінка 2
- Особистість (Личность) . Сторінка 3
- Актуально. Сторінка 4
- Я не розумію... ( Я не понимаю...) . Сторінка 5
- Тема номера . Сторінка 6-7
- Зарубіжжя (Зарубежье) Сторінка 8
- Прогнози (ПРОГНОЗЫ ) Сторінка 9

### Ділова сфера (Деловая среда) Сторінка 10
- Економіка і бізнес  ( Экономика и бизнес)
- Особисті гроші ( Личние Деньги)
- Пільги ( ЛЬГОТЫ)
- Вклади і кредити ( ВКЛАДЫ И КРЕДИТЫ)
- Прогнози (ПРОГНОЗЫ)

#### ТБ-Програма ( ТВ-Программа) Сторінки 11-14
- Анекдоти АІФ (АНЕКДОТЫ АИФ)

##### Ваше здоров'я ( Ваше здоровье) Сторінки 15-17
- Профілактика (Профилактика)
- Лікування ( Лечение)
- Ліки (Лекарства)
- Здорове харчування (Здоровое питание)
- Їжа (Еда)
- Корисний вибір ( Полезний Вибор)
- Медицина

###### Вільний час (Свободное Время) Сторінки 18-23
- Культура
- Непізнане (Непознаное)
- Спорт
- Погода
- Люди і тварини (Люди и звери)
- Шоу-Бізнес (Шоу-Бизнес)
- Кросворд
- Сканворд
- Легенда
- АНТИ-СТРЕС (АНТИ-СТРЕСС)
- Запитання-відповідь (Вопрос-ответ) Сторінка 24